# Alan Warren
Alan Warren, född den 13 december 1935, är en brittisk seglare.
Han tog OS-silver i tempest i samband med de olympiska seglingstävlingarna 1972 i München.